# Федец
Фèдец (на италиански: Fedez), псевдоним на Федерѝко Леонàрдо Лучѝя (на италиански: Federico Leonardo Lucia) е италиански рапър и музикален продуцент.
Той и съпругата му – модната инфлуенсърка Киара Ферани (наречени сборно Феранец, на италиански: Ferragnez) имат милиони последователи в социалните мрежи.

## Биография

### Начало и първи албуми
Федец е роден в Милано, Северна Италия на 15 октомври 1989 г., но израства в град Бучинаско. Той е единственото дете на Франко Лучия (златар и по-късно склададжия) и на съпругата му Аннамария 'Татяна' Бериндзаги – бъдеща дългогодишна мениджърка на певеца. Семейството му произхожда от Кастел Лагопезоле (подселище на град Авиляно) и твърди, че сред своите предци е разбойникът от 19. век Нинко Нанко. Федец е особено привързан към баба си Лучия.
Като младеж учи в Художествена гимназия, но въпреки че не е лош ученик, напуска в предпоследната година (12. клас), за да се съсредоточи върху музиката. От млад участва в конкурси freestyle и през 2008 г. достига пиемонтските финали на Tecniche perfette („Перфектни техники“).
През 2007 г. издава първото си EP Pat-a-Cake, а през 2010 г. – и първия си микстейп BCPT в сътрудничество с изпълнители от италианската рап сцена, като Емис Кила, Дж. Соаве (от група DDP) и швейцарския рапър Макси Би. През 2010 г. прави и издава второто си EP Diss-Agio в сътрудничество с Винченцо да Виа Анфоси и Динамите.
През март 2011 г. самостоятелно продуцира първия си студиен албум Penisola che non c'è („Полуостров, който го няма“), а през декември същата година издава втория си албум Il mio primo disco da venduto („Първият ми продаден диск“), продуциран от Танта Роба – независимият звукозаписен лейбъл на Гуе Пекеньо и DJ Харш. В албума участват много изпълнители от италианската рап сцена: Гуе Пекеньо, Ентикс, Маракеш, Джей Акс, Джейк Ла Фурия и Ту Фингърз.
Също през 2011 г. участва в албума на продуцентите Дон Джо и Шабло Thori & Rocce, в песента Fuori posto („Неуместен“), направена заедно с КанеСеко и Джемитец. На следващата година участва в албума на Макс Пецали Hanno ucciso l'Uomo Ragno 2012 в дует в песента Jolly Blue.

### АлбумSig. Brainwash – L'arte di accontentare
Чрез канала си в Ютюб Федец публикува поредица от три видеоклипа, озаглавени Zedef Chronicles, в които разказва някои истории от ежедневието си и обявява, че работи върху третия си студиен албум, озаглавен Sig. Brainwash – L'arte di accontentare („Г-н Промиване на мозъци – изкуството да удовлетворяваш“), планиран за 2013 г. В този албум рапърът обявява някои нови неща, включително песен, изпълнена на китара.
На 12 декември 2012 г. той получава 4 номинации на Хип-хоп наградите на Ем Ти Ви за 2012 г.: за Най-добър нов изпълнител, Най-добро изпълнение на живо, Видео на годината (с Faccio brutto) и Песен на годината (пак с Faccio brutto), като печели последната от тях.
На 29 януари 2013 г. за цифрово изтегляне е пуснат сингълът Si scrive schiavitù si legge libertà („Пише се робство, чете се свобода“), последван няколко дена по-късно от втория сингъл Dai cazzo Federico („Хайде по дяволите, Федерико“). На 1 март излиза третият сингъл Cigno nero („Черен лебед“), направен с участието на Франческа Микиелин, а видеоклипът е пуснат три дни по-късно.
На 5 март излиза албумът Sig. Brainwash – L'arte di accontentare, който през първата седмица се нарежда на първо място в Италианската класация на албумите. Няколко седмици след излизането си той е сертифициран като платинен за продадени 60 хил. копия. Също през май Федец е номиниран за Наградите на Ем Ти Ви в категория Супермен.
На 31 май излиза четвъртият сингъл Alfonso Signorini (eroe nazionale) („Алфонсо Синьорини (национален герой)“), чието видео е пуснато на 14 юни. На 6 август излиза Bocciofili, сингъл на рапъра Дарджен Д'Амико от албума му Vivere aiuta a non morire, направен заедно с Федец и Мистико. На 18 октомври Sig. Brainwash... надхвърля 120 хил. продадени копия, превръщайки се в двойно платинен.
През декември рапърът Джей Акс обявява основаването на нов независим звукозаписен лейбъл с Федец – Newtopia. Избраното име произлиза от цитат, взет от пресконференция на Джон Ленън, който, поканен от тогавашния президент на САЩ Ричард Никсън да напусне Ню Йорк за Лондон, обяснява, че е гражданин на въображаема реалност, точно наречена Нютопия.
На 5 декември Ту Фингърз издават La cassa dritta – сингъл с участието на Федец. На 20 декември рапърът публикува в Ютюб видеоклипа на коледна песен, озаглавен Babbo Natale mi ha detto che i tuoi genitori non esistono („Дядо Коледа, ми каза, че родителите ти не съществуват“), в който участват рапърите Фред Де Палма, Дени Ла Хоум и Бушвака. Заедно с Бушвака Федец създава песента Twist, издадена на 3 март 2014 г.
През май 2014 г. участието му сред съдиите на шоуто за таланти X Factor е официално, заедно с Морган, Мика и Виктория Кабело. По този повод той успява да доведе до крайната битка двама от своите състезатели: Мад и Лоренцо Фрагола, като последният печели. Рапърът е жури и в следващите четири издания на програмата. По време на първия си опит като съдия в X Factor той е похвален от сайта Rockol за демонстриране на „чувствителност, музикални знания, много по-широки от неговата област и лексикална способност, която не е толкова често срещана сред неговите връстници“.
На 20 юни същата година албумът Sig. Brainwash... е сертифициран тройно платинен за 150 хил. продадени копия.

### АлбумPop-Hoolista
На 10 септември 2014 г. Федец обявява четвъртия си студиен албум, озаглавен Pop-Hoolista, който излиза на 30 септември 2014 г. с неговия независим звукозаписен лейбъл Нютопия и с дистрибуция на Сони Мюзик. Предшестват го видеоклиповете на Veleno per topic („Отрова по тема“) на 17 септември и на Generazione bho на 29, септември който е излиза като първи сингъл същия ден.
Записан през лятото в Лос Анджелис, албумът се състои от 20 песни, повечето от които са с участието на италиански изпълнители като Елиза, Ноеми и Франческа Микиелин. Както и в предишния си албум Pop-Hoolista дебютира на върха на Италианската класация на албумите, като е сертифициран за злато от FIMI само една седмица след излизането му. Два месеца по-късно албумът е сертифициран като платинен за 50 хил. продадени копия.
През октомври 2014 г., по повод събитието „Италия 5 звезди“, организирано от Движение „5 звезди“ на Бепе Грило в Циркус Максимус в Рим, Федец създава неиздаваната песен Non sono partito („Не тръгнах“), избрана от организаторите за химн на събитието. Същия месец двама депутати от Демократическата партия – Федерико Джели и Ернесто Магорно искат от лидерите на телевизия Скай изключването на Федец от X Factor, което е мотивирана от симпатиите му към Движение „5 звезди“.
През октомври 2014 г. той отново е обект на критика, която го нарича фашист, тъй като твърди, че критикува избора на конкурент да изпее песен на Лучо Дала, съдържаща препратка към стиснатия юмрук. В действителност критиката представлява недоразумение, тъй като Федец оспорва не самата песен, а факта, че е представена в контекст, различен от оригиналния, с риск да отхвърли първоначалния смисъл на текста на Дала и следователно политическата стойност на „вдигнатия юмук“, както уточнява по-късно рапърът.
В края на месеца той пуска втория сингъл от Pop-Hoolista – Magnifico („Великолепен“) в дует с Франческа Микиелин. През декември 2014 г. в петото издание на шоуто на таланти X Factor Федец успява да доведе своите трима състезатели (Мадх, Лоренцо Фрагола и Лайнер Рифлеси) в изпълнението на непубликувана песен, което до този момент е било приоритет на кандидатите на Симона Вентура. На 11 декември 2014 г. той печели X Factor като жури, като води двамата си финални изпълнители (Фрагола и Мадх) в последната битка, където те се класират съответно първи и втори. Чрез собствения си лейбъл Нютопия Федец подписва договор със Сони Мюзик за съвместния мениджмънт на изпълнителите.
В началото на 2015 г. Pop-Hoolista достига 100 хил. продадени копия и е сертифициран като двойно платинен от FIMI. На 27 януари същата година излиза петият студиен албум на Джей Акс Il bello d'esser brutti, съдържащ дует с Федец в песента Bimbiminkia4life. Два месеца по-късно е издаден L'amore eternit – трети сингъл, извлечен от албума Pop-Hoolista, който е направен в сътрудничество с Ноеми. Впоследствие Федец си сътрудничи с рапъра Канеда в песента Seven и с американската поп певица Ариана Гранде в реинтерпретацията на One Last Time. И двете песни са пуснати като сингли съответно на 25 и 26 май 2015 г.
На 28 септември е обявен сингълът 21 grammi, издаден на 2 октомври, предшестващ преиздаването на Pop-Hoolista, наречено Cosodipinto Edition, пуснато на 9 октомври. В края на годината Pop-Hoolista продава над 200 хил. копия и е сертифициран четирикратно платинен, докато синглите, извлечени от него, продават общо 600 хил. копия (пет платинени диска за Magnifico, три за L'amore eternit, два за Generazione bho и платинен диск за 21 грама и за Beautiful Disaster).

### Сътрудничество с Джей-Акс
На 25 февруари 2016 г. Федец обявява, че работи заедно с рапъра Джей Акс върху съвместен студиен албум, планиран за същата година. На 6 май двамата рапъри пускат сингъла Vorrei ma non posto („Бих желал, но не поствам“), придружен от свързания с него музикален видеоклип. През юни е разкрито, че албумът ще излезе през 2017 г. и целта на двамата изпълнители е да издадат творба, съдържаща 30 песни.
През април 2016 г. рапърът обявява, че от 1 януари 2017 г. ще напусне Италианското дружество на авторите и издателите (SIAE), за да повери своите музикални права на независимия Soundreef.
На 18 ноември 2016 г. е издаден вторият сингъл в сътрудничество с Джей Акс, озаглавен Assenzio („Абсент“) с участието на Сташ от The Kolors и Леванте, а три дни по-късно е представен албумът на двамата рапъри, озаглавен Comunisti col Rolex („Комунисти с Ролекс“), издаден на 20 януари 2017 г. Дискът, състоящ се от 19 песни, постига голям успех в Италия благодарение и на последвалите сингли Piccole cose („Малки неща“) и Senza pagare („Без да плащаш“), което го прави най-продаваният италиански албум на годината. Окончателно сътрудничество с Джей-Акс е неиздаденият сингъл Italiana, достъпен от 4 май 2018 г.

### АлбумParanoia Airlines
На 23 декември 2017 г. рапърът пуска благотворителния сингъл Le palle di Natale („Коледните топки“), приходите от който са дарени на Сдружението с нестопанска цел в защита на животните Noi per gli animali.
На 2 ноември 2018 г. излиза сингълът Prima di ogni cosa („Преди всяко нещо“).
На 21 ноември 2018 г. Федец разкрива, че е завършил работата по петия си самостоятелен албум Paranoia Airlines. Няколко дни по-късно е обявена датата на публикуването му: 25 януари 2019 г. Албумът е предшестван от сингъла Che cazzo ridi („Какво по дяволите се смееш“), издаден на 4 януари и направен заедно с Тедуа и Трипи Ред, както и от Holding Out for You, издаден на 11 януари и с участието на шведската певица Сара Ларсон.
През януари 2020 г. той обявява, че е един от водещите на подкаста Muschio selvaggio („Див мъх“), създаден в сътрудничество с Луис Сал. Всеки епизод на програмата се състои от дебат с гост, който варира от епизод на епизод.
През декември 2020 г. община Милано награждава него и съпругата му Киара Ферани със Златния Амброзианец за ангажимента им за набиране на средства вследствие на пандемията от COVID-19 .
През 2021 г. той участва в 71-ия Фестивал на италианската песен в Санремо в дует с Франческа Микиелин с песента Chiamami per nome („Наричай ме по име“). Те се класират втори в крайното класиране. Същата година води заедно с Мара Майонки играта LOL – Chi ride è fuori по Прайм Видео на Амазон.
На 11 юни 2021 г. излиза сингълът му Mille („Хиляда“), създаден заедно с Акиле Лауро и Ориета Берти. Той дебютира като номер 1 в Класацията на FIMI на синглите, ставайки 10-тото Номер 1 парче на Федец в кариерата му.

### АлбумDisumano
През 2021 г. участва в 71-ия Фестивал на италианската песен в Санремо в двойка с Франческа Микиелин с песента „Извикай ме по име“ (Chiamami per nome), отбелязвайки първото си участие във фестивала, на който се нарежда на второ място.
Същата година той води заедно с Мара Майонки гейм шоуто LOL – Chi ride è fuori по Прайм Видео.
На 11 юни той издава сингъла „Хиляда“ (Mille), създаден заедно с Акиле Лауро и Ориета Берти, който става летен хит в Италия и печели наградата Power Hits Estate на Федерацията на италианската музикална индустрия (FIMI).
През септември излиза сингълът „Най-доброто от киното“ (Il meglio del cinema), а на 1 ноември 2021 г. е обявен шестият му студиен албум „Нечовешки“ (Disumano), който излиза на 26 ноември едновременно със сингъла „Вкус“ (Sapore) в сътрудничество с Тедуа.
На 3 юни 2022 г. е издаден сингълът La dolce vita („Сладък живот“) в сътрудничество с Танатай и Мара Сатей. Около същия период той си сътрудничи с Джей Акс по проекта Love Mi – благотворително събитие, проведено на 28 юни на пл. „Дуомо“ в Милано с участиете на различни изпълнители, включително Дарджен Д'Амико, Гали, Мис Кета и Нитро.
През април 2023 г. той подписва нов договор за звукозапис с Уорнър Мюзик Италия, ефективно прекратявайки дългото си десетилетие сътрудничество със Сони Мюзик. Първото издание под новия лейбъл е сингълът Disco Paradise, записан с Аннализа и Артиколо 31 и който достига трето място в Топ синглите на Италия.

## Музикален стил и критика
Част от критиките откриват във Федец някои слабости, подчертани по-специално през първите години от кариерата му: известна наивност по отношение на използването на рими и избора на теми (считани за твърде общи) и несигурност в метриката. Сайтът Rockit също добавя към слабостите си критиките за „лесни рими, ужасни поп припеви и злоупотреба с Auto-Tune [...] по някакъв начин изкуствено, направено нарочно, за да задоволи нуждите на най-мързеливите вкусове“. Сайтът Rapburger, от друга страна, чрез редакционна статия, написана по повод публикуването на албума му Pop-Hoolista, остро критикува рапъра за това, че „е накарал датата на излизане на албума да съвпадне с огромна промоционална кампания на неговата личност, където музиката заема роля, която е доста незначителна“.
Музикалният критик Джино Касталдо признава, че текстовете му имат разрушително и новаторско значение, също от политическа гледна точка, на италианската хип-хоп сцена.

## Филантропия и активизъм
През март 2020 г., вследствие на пандемията от COVID-19 и спешната ситуация в Италия, Федез и съпругата му Киара Ферани започват набиране на средства за болница „Сан Рафаеле“ в Сеграте и Милано, за да увеличат леглата за интензивно лечение и да подкрепят множество доброволчески сдружения и организации в подкрепа на спешната ситуация. След като прави дарение от 100 хил. евро, сумата достига почти 17 млн. евро за два месеца, което я прави най-големия краудфандинг в Европа и сред 10-те най-големи кампании в света.
През 2021 г. след изпълнението с Франческа Микиелин на Първомайския концерт в Рим, рапърът се намесва по време на концерта, като чете реч в защита на Проектозакона на Дзан за правата на ЛГБТ хората в Италия, цитирайки хомофобски изказвания на членове на Лега Норд, сред които и Матео Салвини. Той също така цитира Якопо Коге – член на Движението за защита на живота, за неговата противоречива принадлежност към католическите движения, тъй като Ватиканът е инвестирал в компании, които произвеждат методи за контрацепция. Друга тема, която разглежда в монолога си, е свързана с управлението на пандемията от COVID-19 в Италия по отношение на подкрепата на работещите в шоубизнеса, призовавайки премиера Марио Драги да се намеси възможно най-скоро. По-нататък рапърът се спира на свободата на изразяване, обвинявайки лидерите на телевизионния канал Rai 3 – Илария Капитани и Франко Ди Маре, че са поискали да цензурират речта му, счетена за „неподходяща за контекста; след като Rai отрича, Федец публикува запис на телефонното обаждане, което демонстрира опитите за цензура.

## Противоречия
Федец става известен с многократните си сблъсъци в социалните мрежи с различни известни личности, като певците Андреа Бочели, Анна Окса, Джованоти, Морган, Фабри Фибра, Франческо Факинети, Маракеш, Гуе, Салмо, Хайсноб, главен готвач Рубио, тв лице Фабрицио Корона, актрисата Орнела Мути, комиците Пио и Амедео, водещите Барбара Д'Урсо, Константино дела Джерардеска, политиците Летиция Морати, Матео Салвини, Маурицио Гаспари, изкуствоведа Виторио Згарби и писателия Антонио Дикеле Дистефано.
В първите дни на май 2015 г., по повод демонстрациите срещу Експо 2015, които водят до жестоки бунтове в Милано от Черния блок, с нанесени щети в размер на 3 млн. евро, Федец е обвинен от различни вестници и политически фигури за подбуждане градско насилие, тъй като изразява подкрепата си за No Expo в Туитър. След събитията той пояснява, че говори в полза на демонстрацията, а не в полза на нанесените щети, заявявайки, че случилото се „надхвърля всякакво оправдание. Вчера е легитимен протест, днес е хаос. И е ясно, че вчерашната демонстрация и насилието, което се случва в тези часове, не са ни най-малко сравними“.
Той е обвинен от колеги от италианската хип-хоп музикална сцена, че зад създаването на песните му има писатели, пишещи от негово име. В отговор на обидите, отправени от Федец в песента Veleno per topic от 2014 г. на тема към мениджъра Паола Джукар, тя му отговаря в книгата си „Рап. Италианска история“ от 2017 г. и в отговора се цитира използването на Федез от писатели в сянка като Данти от Ту Фингърз, Фред Де Палма и Марко Менгони. Други фигури от музикалната сцена, които критикуват Федец за използването на писатели в сянка, включват рапърът Маракеш и музикалното списание „Ролинг Стоун Италия“.
В продължение на 29 години Федец, съпругата му и някои приятели организират парти за 29-ия му рожден ден в хипермаркет Карфур в квартал „Сити Лайф“ в Милано, където се замерят с храна. След пороя от критики в социалните мрежи за пилеенето на храна двамата се извиняват. Впоследствие компанията се дистанцира, като заявява, че е дала под наем само затворения пазар и е получила парите за всички налични стоки.
В песента Tutto il contrario („Точно обратното“) той взима на присмех Тициано Феро за неговото сексуално разкриване, което води до отговора на Феро: „Въвлечен съм и съм ироничен, стига да се шегуваш добре. Съжалявам само когато тези неща са свързани с чувството и сексуалността, защото шегата може да постави един тийнейджър в неудобство. Това, че идол на младежите се подиграва с това, е много силен акт на тормоз“. Федец се извинява, че е бил твърде млад, когато е написал песента, но Феро не приема извинението. Хомофобски рими има и в други негови песни като Ti porto con me. След обвиненията в хомофобия и противоречивост след речта му на сцената на 1 май, той отговаря: „Сгреших и съгреших, преди години бях по-невеж“, обвинявайки контекста на квартала, където е израснал без подходящо образование по този проблем. През 2020 г. текстът на песента Le feste di Pablo („Партитата на Пабло“) съдържа думи – обвинение към гей общността, което кара рапъра и ЛГБТ активиста Мак Нил да обяснят, че „ако си изпълнител, който открито подкрепя общността ЛГБТ+, трябва да те накарам да забележиш, когато нещо, което пишеш, е очевидно трансфобично“.
След изявленията си на сцената на 1 май 2021 г. в защита на правата на ЛГБТ Федец е критикуван за своята противоречивост от продуцента Давид Гуидо Пиетрони, който публикува видео, в което отбелязва как певецът през 2019 г. е отишъл за 30-ия си рожден ден със съпругата си в Оман, където хомосексуалността се наказва с лишаване от свобода, но не е казал нищо по въпроса. Известната журналистка Селваджа Лукарели от своя страна казва, че е трябвало да говори за труда на 1 май и не може да бъде определян като смел предвид старите му хомофобски изказвания и след като му плащат милиони от групата Амазон.
Творецът, заедно със съпругата си Киара Ферани е доста критикуван заради прекомерното излагане в социалните мрежи на детството на първородния им син Леоне, публикуване на видеоклипове, включващи детето ежедневно за реклама, или излагане на различни моментни снимки от ежедневния им живот. На подобна критика през 2018 г. той заявява, че „вярно е, че едно дете не може да избира дали да бъде показвано в социалните медии, но предпочитам да публикувам снимка сам, отколкото папаракът да я направи“. Други критики относно комерсиалната експлоатация на децата са повдигнати, когато сингълът от 2018 г. Prima di tutto cosa, посветен на тогавашния му новороден син Леоне, е използван за рекламата на смартфона Самсунг Галакси A7.
През януари 2023 г. възниква полемика относно хумористично изявление, направено от рапъра за изчезването на Емануела Орланди, по време на неговия подкаст Muschio Selvado, последвано от смях от самия Федец за трагичното събитие, за което той се извинява публично през следващите дни.
През февруари 2023 г. журналистката Селваджа Лукарели в статия за в. „Фато Куотидиано“, обвинява Федец, че печели от благотворителни великденски яйца, продадени в подкрепа на НПО Tog и Фондация „Дзедеф“ на рапъра. Тя съобщава, че сумата, която ще бъде дарена, няма да бъде пропорционална на продажбите, а вече е предварително установена и не е публично известна. След отговора на рапъра, в който той се разграничава от обвиненията на журналистката, Лукарели заявява, че отговорът на рапъра не навлиза в основателността на обвиненията. Като подобен случай журналистката цитира и благотворителността, реализирана от Киара Ферани и компанията „Балоко“.
След създаването чрез платформата GoFundMe Ireland за кампания за набиране на средства от Федец и съпругата му в партньорство с компанията Doom в подкрепа на интензивното отделение на Болница „Сан Рафаеле“ в Милано по време на пандемията от Ковид-19 в Италия, рапърът е засегнат от многобройни противоречия, повдигнати главно от Кодаконс (Организацията на потребителите). Тя го обвинява, че не е уведомил участниците в набирането на средства за комисионните, които благодетелят автоматично плаща на платформата за всяко направено дарение. През 2020 г. Органът за конкуренция и пазар глобява платформата с 1,5 млн. евро, като обявява, че компанията е предоставила подвеждаща информация за липсата на разходи по отношение на предоставяните услуги. В края на съдебния процес Кодаконс осъжда рапъра за различни престъпления, включително престъпно сдружаване и множество заплахи, като част от противоречията, възникнали по време на процеса; жалбата е архивирана от съда в Милано. През януари 2023 г. Федец губи дело срещу Кодаконс: съдът на Рим отхвърля жалбата, подадена от него, който обвинява Кодаконс в измама за това, че е публикувала банер на своя уебсайт, свързан с набиране на средства за правни дейности срещу COVID-19. След присъдата асоциацията осъжда рапъра за клевета, тъй като се смята за опита му да отмъсти за антитръстовата глоба, наложена от Кодаконс на GoFundMe навремето.
През февруари 2023 г., по случай последната вечер на Фестивала в Санремо 2023, Федец е главният герой по време на противоречивото изпълнение на Роза Кемикал, където двамата симулират анален полов акт, завършващ с френска целувка. Това събитие кара асоциацията Про Вита Фамиля да подаде жалба за непристойни действия на обществено място, както и предизвика възмущението на съпругата му Ферани, присъстваща на събитието като съводеща. След медийното отразяване на проблема журналистка от телевизионната програма „Фуори дал коро“ на Марио Джордано работи върху репортаж, задаващ въпроса за предполагаемата хомосексуалност на Федец, като задава въпроси на стар познат на рапъра. След това откритие рапърът публикува стори в Инстаграм, в които заплашва журналиста да я разплаче „от днес до излизането на репортажа“ и обижда гореспоменатия Джордано, като прави обидни коментари по гласа му, който смята за твърде „женствен“. Журналистът отговаря, като подчерта лицемерието на рапъра, който обижда хората поради физически характеристики, въпреки че се представя като „шампион на гражданските права".
След появата на подкаста „Мускио Селваджо“, еднакво притежаван, управляван и хостван от Федец и ютюбъра Луис Сал, в Санремо 2023, Сал изчезва необяснимо от последващите онлайн епизоди, което е силно оспорвано от аудиторията на подкаста. Междувременно Федец редовно продължава дейността си в програмата, понякога я хоства сам, понякога замествайки отсъстващия Сал с интернет личността Давиде Мара. В същото време той отваря допълнителен подкаст, озаглавен Wolf. В първите дни на юни 2023 г. Федец говори за отсъствието на Сал в нетипично видео в канала; той споменава за твърде оживената им работна дискусия и за края на приятелството им. С видео на същия канал на другия ден Сал обвинява Федец, че е изопачил историята и обяснява, че е решил да изостави подкаста, тъй като според него ръководството е било доминиран от певеца.

## Личен живот
На 1 септември 2018 г. Федец се жени за бизнес дамата и модна инфлуенсърка Киара Ферани (родена на 7 май 1987 г.), с която се среща години по-рано. През май 2017 г. той я моли да се омъжи за него един ден преди рождения ѝ ден на свой концерт на Арена ди Верона. Имат две деца: син Леоне (роден на 19 март 2018 г.) и дъщеря Витория (родена на 23 март 2021 г.). Развеждат се през 2024 г.
По време на интервю от 2017 г. той заявява, че е „опитвал всякакъв вид наркотици, с изключение на хероин“ през късните си тийнейджърски години и че това го е довело до проблеми като тревожност и панически пристъпи, които го държат далеч от употребата на каквото и да е вещество, карайки го да води напълно трезвен живот.
През 2019 г. той претърпя остър епизод на демиелинизация с опасност от множествена склероза.
През март 2022 г., след като обявява в социалните медии, че има здравословен проблем, той претърпява операция за панкреатодуоденектомия (процедура на Уипъл) за невроендокринен тумор на панкреаса. След проблеми, възникнали през лятото и последиците от операцията, през октомври 2023 г. той претърпява спешна операция за двоен вътрешен стомашен кръвоизлив, причинен от стомашна язва и исхемия.

## Дискография
- 2011 – Penisola che non c'è
- 2011 – Il mio primo disco da venduto
- 2013 – Sig. Brainwash - L'arte di accontentare
- 2014 – Pop-Hoolista
- 2017 – Comunisti col Rolex (c Джей Акс)
- 2019 – Paranoia Airlines
- 2021 – Disumano

## Филмография
- Zeta – Una storia hip-hop, реж. Козимо Алемà (2016)
- Un passo dal cielo, реж. Рикардо Дона (2017)
- Chiara Ferragni – Unposted, реж. Елиза Аморузо (2019) – документален филм
- Celebrity Hunted: Caccia all'uomo (2020) – телевизионен сериал
- LOL – Chi ride è fuori (Prime Video, 2021) – телевизионен сериал

## Награди
- 2012: Награди Хип-хоп на Ем Ти Ви за песен на годината, за Faccio brutto
- 2013: Награди на Ем Ти Ви, кат. Инставип
- 2014: Музикални награди Уинд – награда „Мултиплатинено CD“ за Sig. Brainwash – L'arte di accontentare (Diamont Edition)
- 2015: Музикални награди Уинд – награда „Мултиплатинено CD“ за Pop-Hoolista
- 2015: Музикални награди Уинд – награда „Мултиплатинен сингъл“ за Magnifico